# Ostericum maximowiczii
Ostericum maximowiczii är en flockblommig växtart som först beskrevs av Friedrich Schmidt och fick sitt nu gällande namn av Masao Kitagawa. Ostericum maximowiczii ingår i släktet Ostericum och familjen flockblommiga växter.

## Underarter
Arten delas in i följande underarter:
- O. m. alpinum
- O. m. australe
- O. m. filisectum
- O. m. maximowiczii